# Niclas Holmström
Niclas Holmström född 1984 är en svensk fotograf. Niclas bildar tillsammans med Inka Lindergård konstellationen Inkaandniclas. Holmström är representerad vid bland annat Göteborgs konstmuseum.

## Utställningar
- 2011 - Watching Humans Watching

## Priser och utmärkelser
- Svenska Fotobokspriset 2012